# Leptomantispa
Leptomantispa (лат.) — род насекомых из семейства мантиспид отряда сетчатокрылых. Новый Свет: встречаются от Канады до Аргентины и Бразилии на юге ареала. От близких родов отличаются желтовато-коричневой окраской тела и переднеспинкой с тонкими щетинками на дорсальной поверхности пронотума. Длина переднего крыла от 5,2 до 14,5 мм. Диплоидный набор хромосом 2n=22. Вид Leptomantispa pulchella ассоциирован с 22 видами пауков из 8 семейств
.

## Виды
В роде Leptomantispa около 10 видов (некоторые из них ранее включались в состав рода Mantispa):
- Leptomantispa chaos Hoffman in Penny, 2002[6]
- Leptomantispa catarinae Machado & Rafael, 2007[5]
- Leptomantispa nymphe Hoffman in Penny, 2002[6]
- Leptomantispa pulchella (Banks, 1912)[7]
- Другие виды